# هل هذا زومبي؟
هل هذا زومبي؟ (باليابانية: これはゾンビですか?، بالروماجي: Kore wa Zonbi Desu ka?) (بالإنجليزية:  Is This a Zombie?)‏ هي سلسلة رواية خفيفة من تأليف شينيتشي كيمورا ورسم كوبويتشي وموريرين، نشرت من قبل فوجيمي شوبو، في 20 يناير عام 2009 حتى 20 يونيو عام 2015، وتكونت من 19 مجلدًا. أنتجت إلى أنمي تلفزيوني من قبل ستوديو دين، عرض الأنمي في 11 يناير عام 2011 واستمر عرضه حتى 31 مارس عام 2011، وتكون من 12 حلقة + 1 أوفا. عرض الموسم الثاني من الأنمي في 5 أبريل عام 2012 واستمر عرضه حتى 7 يونيو عام 2012، وتكون من 10 حلقات + 2 أوفا.

## القصة
تدور أحداث القصة عن إيومو إيكاوا هو طالب في المدرسة الثانوية، يقتل علي يد قاتل متسلسل، ويتم إعادته إلى الحياة كزومبي من قبل مستحضر الأرواح.

## الشخصيات

### الشخصيات الرئيسية
أيومو أيكاوا (باليابانية: 相川 歩، بالروماجي: Aikawa Ayumu)
أداء صوتي: جونجي ماجيما
يوكليوود هيلسيث (باليابانية: ユークリウッド・ヘルサイズ، بالروماجي: Yūkuriuddo Herusaizu)
أداء صوتي: ميدوري تسوكيميا
هارونا (باليابانية: ハルナ، بالروماجي: Haruna)
أداء صوتي: إيوري نوميزو
سيرافيم (باليابانية: セラフィム، بالروماجي: Serafimu)
أداء صوتي: يوكو هيكاسا
مايل ستروم (باليابانية: メイル・シュトローム، بالروماجي: Meiru Shutorōmu)
أداء صوتي: هيساكو كانيموتو
ساراسفاتي (باليابانية: サラスバティ، بالروماجي: Sarasubati)
أداء صوتي: تشيهارو كيتاوكا

### شخصيات أخرى
كيوكو (باليابانية: 京子، بالروماجي: Kyōko)
أداء صوتي: نوريكو شيتايا
كينغ أوف ذا نايت (باليابانية: 夜の王، بالروماجي: Yoru no Ō)
أداء صوتي: كوجي يوسا
تشريز (باليابانية: クリス، بالروماجي: Kurisu)
أداء صوتي: هيتومي ناباتامي
تاكيشي كوريزو (باليابانية: 栗須 猛، بالروماجي: Kurisu Takeshi)
أداء صوتي: دايسكي كيشيو
توليو أوريتو (باليابانية: 織戸 闘莉王، بالروماجي: Orito Tūrio)
أداء صوتي: هيرويوكي يوشينو
تاكيكو هيراماتسو (باليابانية: 平松 妙子، بالروماجي: Hiramatsu Taeko)
أداء صوتي: ري ياماغوتشي
كانامي ميهارا (باليابانية: 三原 かなみ، بالروماجي: Mihara Kanami)
أداء صوتي: مينا
شيمومورا (باليابانية: 下村، بالروماجي: Shimomura)
أداء صوتي: إيتسوكي تاكيزاوا
أريل (باليابانية: アリエル، بالروماجي: Arieru)
أداء صوتي: أي شيميزو
أكوما دانشاكو (باليابانية: 悪魔男爵، بالروماجي: Akuma Danshaku)
أداء صوتي: تورو أوكاوا
نيغليريا نيبيروس (باليابانية: ネグレリア・ネビロス، بالروماجي: Negureria Nebirosu)
أداء صوتي: آمي كوشيميزو
ليايا ليليث (باليابانية: リリア・リリス، بالروماجي: Riria Ririsu)
أداء صوتي: ماريكو هوندا

## وصلات خارجية
- الموقع الرسمي باللغة اليابانية
- موقع الأنمي الرسمي باللغة اليابانية
- هل هذا زومبي؟ على موقع فنميشن